# Coloman Braun-Bogdan
Coloman Braun-Bogdan (né le 13 octobre 1905 à Arad et mort le 15 mars 1983) est un footballeur et entraîneur roumain.

## Biographie
En tant que milieu, Coloman Braun-Bogdan fait partie des joueurs roumains sélectionnés pour la Coupe du monde de football de 1938, sans jouer le moindre match. La Roumanie est éliminée au premier tour.
En tant que joueur, il joue dans deux clubs roumains (AMEF Arad (en) et Juventus FC Bucarest) et un club français (Racing Club Calais), sans rien remporter.
En tant qu'entraîneur, il entraîne de nombreux clubs roumains, remporte deux fois la D2, une D1 et une Coupe de Roumanie. De plus, il est le premier entraîneur du Steaua Bucarest et du Dinamo Bucarest.

## Clubs

### En tant que joueur
- 1915–1932 :  AMEF Arad (en)
- 1932–1934 :  Racing Club Calais
- 1934–1936 :  FC Juventus Bucarest (joueur-entraîneur)

### En tant qu'entraîneur
- 1934–1936 :  FC Juventus Bucarest (joueur-entraîneur)
- 1936–1938 :  Sportul Studențesc București
- 1938–1940 :  FC Juventus Bucarest (joueur-entraîneur)
- 1940–1945 :  Jiul Petroșani
- 1945 :  Roumanie
- 1945–1947 :  FC Rapid Bucarest
- 1948 :  ASA Bucarest
- 1948 :  FC Dinamo Bucarest
- 1952–1954 :  UTA Arad
- 1960–1962 :  UTA Arad
- 1962–1963 :  Politehnica Timișoara
- 1963–1965 :  UTA Arad

## Palmarès
- Championnat de Roumanie de football D2
  - Champion en 1937 et en 1941
- Coupe de Roumanie de football
  - Vainqueur en 1953
- Championnat de Roumanie de football
  - Champion en 1954